# Јелена Розга
Јелена Розга (Сплит, 23. август 1977) хрватска је поп певачица.

## Биографија
Розга је у детињству похађала основну и средњу балетну школу коју је напустила кад јој се указала прилика да постане певачица врло популарне сплитске групе Магазин.
Певачку каријеру је започела 1996. године када је на Дори извела песму Аха, те освојила друго место. У истој години је постала певачица групе Магазин. Као певачица Магазина доживела је велику популарност, а наступом на Дори, 2006. године је најавила соло каријеру са песмама Опрости мала и Не зови ме Марија које су убрзо постале велики хитови. Објавила је и свој први албум Опрости мала где се налазе бројне песме које су такође постале велики хитови (Роба са грешком, Вршњаци моји, Ја знам добро што ми је...) Године 2007. на Сплитском фестивалу са песмом Госпе моја, освојила је Гран при. Исту награду освојила је поново 2008. године, јер је песма Дај шта даш проглашена најслушанијом те године. На Јутјубу је хит Бижутерија прешао више од 21 милион прегледа.
У Бањој Луци је за најбољу певачицу у региону 2013. добила Оскар популарности.
2022. године издаје албум под називом Минут срца мог.

## Дискографија

### Као члан групеМагазин
- 1996 — Небо боје моје љубави
- 1998 — Да си ти ја
- 2000 — Минус и плус
- 2002 — С друге стране Мјесеца
- 2004 — Пааа..?

### Соло
- 2006 — Опрости мала
- 2011 — Бижутерија
- 2011 — Best of Јелена Розга
- 2016 — Модерна жена
- 2022 — Минут срца мог

### Синглови
- 2006 — Опрости мала
- 2006 — Не зови ме Марија
- 2006 — Ја знам добро што ми је
- 2006 — Све се мени чини
- 2007 — Немам
- 2008 — Госпе моја
- 2008 — Свега има, ал би још
- 2008 — Као девица
- 2008 — Дај шта даш
- 2008 — Ожиљак
- 2009 — Роди ћу ти ћер и сина
- 2010 — Има наде (Дует са Жељком Самарџићем)
- 2010 — Бижутерија
- 2010 — Она или ја
- 2011 — Карантена
- 2011 — Далматинка (Дует са Connectом)
- 2011 — Размажена
- 2012 — Занемари
- 2012 — Соло играчица
- 2012 — Добитна комбинација
- 2013 — Нирвана
- 2013 — Обожавам
- 2013 — Циркус
- 2014 — Прсти заплетени (Дует са Клапом Ришпет)
- 2014 — Окус ментола
- 2014 — Живот је чудо
- 2014 — Одо' ја
- 2014 — Цунами
- 2015 — Краљица
- 2015 — Отров
- 2016 — Удајем се
- 2016 — Наследник
- 2016 — Писмо-глава
- 2016 — Модерна жена
- 2017 — Жилети
- 2017 — Не пијем, не пушим
- 2018 — Најбољи дан
- 2018 — Узмем колико ми даш
- 2019 — Моје прољеће

### Видеографија
| Видеоспот                | Година | Режисер                       |
| ------------------------ | ------ | ----------------------------- |
| Све се мени чини         | 2006   | Зоран Пезо и Плави филм       |
| Госпе моја               | 2007   | Жељко Петреш                  |
| Има наде                 | 2010   | Жељко Петреш                  |
| Карантена                | 2011   | Жељко Петреш                  |
| Далматинка               | 2011   | Војин Коцеић и Синиша Јакелић |
| Размажена                | 2011   | Гитак ТВ Сплит                |
| Занемари                 | 2012   | Дарко Дриновац                |
| Соло играчица            | 2012   | Мурис Беглеровић              |
| Добитна комбинација      | 2012   | Мурис Беглеровић              |
| Нирвана                  | 2013   | Дарио Радусин                 |
| Циркус                   | 2013   | Дејан Милићевић               |
| Прсти заплетени          | 2014   | Жељко Петреш                  |
| Окус ментола             | 2014   | Дарио Радусин                 |
| Живот је чудо            | 2014   | Дарио Радусин                 |
| Одо' ја                  | 2014   | Горан Рукавина                |
| Цунами                   | 2014   | Дарио Радусин                 |
| Краљица                  | 2015   | Дарио Радусин                 |
| Отров                    | 2014   | Дарио Радусин                 |
| Удајем се                | 2016   | Готива                        |
| Наследник                | 2016   | Дарио Радусин                 |
| Писмо-глава              | 2016   | Дарко Дриновац                |
| Модерна жена             | 2016   | Дарио Радусин                 |
| Жилети                   | 2017   | Дарио Радусин                 |
| Не пијем, не пушим       | 2017   | Дарио Радусин                 |
| Најбољи дан              | 2018   | Сандра Михаљевић              |
| Узмем колико ми даш      | 2018   | Дарио Радусин                 |
| Остани                   | 2018   | Дарио Радусин                 |
| Моје прољеће             | 2019   | Дарио Радусин                 |
| Свето писмо              | 2020   | Дарио Радусин                 |
| Ти и ја                  | 2021   | TOXIC ENTERTAINMENT           |
| Зар је љубав спала на то | 2022   | Дарио Радусин                 |
| Гризем                   | 2022   | Дарио Радусин                 |
| Само се љубит            | 2022   | Лука Сепћић                   |
| Од чега сам ја           | 2024   | Дарио Радусин                 |
| Лавица                   | 2024   | Фрањо Матковић                |

## Фестивали

### Сплит
- Да ли знаш да те не волим (као вокал групе Магазин), друга награда стручног жирија, 2003
- Не тиче ме се (као вокал групе Магазин), прва награда публике, 2004
- Ја знам добро што ми је, 2006
- Госпе моја, победничка песма и најизвођенија песма фестивала, 2007
- Дај шта даш, победничка песма и најизвођенија песма фестивала, 2008
- Родит ћу ти 'ћер и сина, најизвођенија песма фестивала, 2009
- Бижутерија, 2010
- Размажена, прва награда публике, 2011
- Соло играчица, друга награда публике, 2012
- Размажена, награда за најизвођенију песму фестивала Сплит 2011, 2012

### Мелодије хрватског Јадрана, Сплит
- Сузе бисерне (као вокал групе Магазин), друга награда публике, '96
- Име ми спомиње (као вокал групе Магазин), '97
- Иди и не буди људе (као вокал групе Магазин), трећа награда публике, '98
- Ако полудим (као вокал групе Магазин), '99
- Судњи дан (као вокал групе Магазин и са Дорис Драговић), друга награда публике, '99
- Немам снаге да се помирим (као вокал групе Магазин), трећа награда публике, 2000
- Не вјерујем себи, не вјерујем теби (као вокал групе Магазин), 2002

### Дора, Опатија
- Аха, друго место, '96
- Опијум (као вокал групе Магазин), седмо место, '97
- На свијету све (као вокал групе Магазин), шесто место, '98
- Касно је (као вокал групе Магазин), пето место, '99
- Хрватска рапсодија (као вокал групе Магазин), пето место, 2000
- Назарет (као вокал групе Магазин), пето место, 2005
- Опрости мала (као вокал групе Магазин), осмо место, 2006
- Не зови ме Марија, шесто место, 2006
- Немам, седмо место, 2007

### Хрватски радијски фестивал
- Ко ме зове (као вокал групе Магазин), 2002
- Кад би био близу (као вокал групе Магазин), 2002
- Пет корака (дует са Јолетом), 2003
- Свега има ал' би још, 2009

### CMC festival, Водице
- Дјевица, 2008
- Занемари, 2012
- Нирвана, 2013
- Окус ментола, 2014

### Сунчане скале, Херцег Нови
- Ожиљак, 2008

### Златне жице Славоније, Пожега
- Често (као вокал групе Магазин), 2004
- Ожиљак, 2008

### Мелодије Јадрана, Сплит
- Иди ти (Вече нових песама - Хит лета), 2023
- Лавица (Вече нових песама - Хит лета), 2024
- Зачарани круг (Вече нових песама - Хит лета), 2025

## Филмографија
- Вила Марија (2005)
- Највећа грешка Алберта Ајнштајна (2006)
- Под сретном звијездом (2011)
- Тесна кожа 5 (2013)